# Пучков Сергій Михайлович
Сергі́й Миха́йлович Пучко́в (нар. 12 січня 1985, Москва, СРСР) — український та російський футболіст, екс-півзахисник підмосковного клубу «Долгопрудний». Відомий насамперед завдяки виступам у складі молодіжної збірної України та київського «Динамо-2».

## Життєпис
Сергій Пучков народився в Москві. У віці шести років почав займатися футболом в академії московського «Спартака». У 2000 році отримав запрошення до «дублю» московської команди, однак зіграти там так і не встиг. Під час створення групи підготовки Павла Яковенка низка юних спартаківців, серед яких був і Сергій, опинилася у Києві, де хлопці стали частиною експерименту з підготовки гравців для системи київського «Динамо». У 16-річному віці Пучков дебютував у друголіговому «Борисфені-2», однак на полі з'являвся не надто часто. Тоді ж отримав виклик до юнацької збірної України, у складі якої провів 1 матч.
З 2002 року виступав у резервних командах динамівської системи: «Динамо-2» та «Динамо-3». Активно залучався головним тренером «молодіжки» Павлом Яковенком до матчів збірної України. В одному з поєдинків повністю нейтралізував відомого вже на той час форварда молодіжної збірної Іспанії Фернандо Торрес. Вважався одним з найперспективніших центральних захисників України.
На початку 2004 року на рівному місці отримав важку травму -

## Цікаві факти
- Сергій має на тілі більше шести татуювань. Два з них присвячені московському «Спартаку», за який Пучков вболівав з дитинства.